# Crying, Waiting, Hoping
Crying, Waiting, Hoping is een liedje dat werd gevonden in de nalatenschap van de Amerikaanse zanger Buddy Holly, nadat deze op 3 februari 1959 bij een vliegtuigongeluk om het leven was gekomen. Het nummer werd in juli van dat jaar postuum uitgebracht als achterkant van de single Peggy Sue Got Married. Naderhand is het nummer ook door anderen uitgevoerd, onder wie The Beatles.

## Versie van Buddy Holly
Crying, Waiting, Hoping werd gevonden als demo, waarop alleen Buddy Holly en zijn gitaar waren te horen. Met vijf andere demo’s gaf Coral, Holly’s platenmaatschappij, de demo aan de producer Jack Hansen. Deze huurde studiomuzikanten en een achtergrondkoortje, de Ray Charles Singers, in om het geluid van Holly aan te vullen. Het resultaat moest zo veel mogelijk lijken op het geluid van Buddy Holly met The Crickets. De demo’s van Learning the Game, Peggy Sue Got Married, That Makes It Tough, That's What They Say en What to Do kregen dezelfde behandeling.
Samen met Peggy Sue Got Married werd Crying, Waiting, Hoping als single uitgebracht. Bij Coral was veel discussie welk van de twee de voorkant zou worden. Het werd uiteindelijk Peggy Sue Got Married. In de VS was de plaat geen succes, maar ze haalde de 13e plaats in de UK Singles Chart, de hitparade van het Verenigd Koninkrijk.
Beide nummers werden in april 1960 samen met de vier andere door Hansen bewerkte nummers uitgebracht op de lp The Buddy Holly Story, Vol. 2.
In 1964 behandelde Norman Petty, de vroegere manager van Holly, de zes demo’s uit de nalatenschap van Buddy Holly opnieuw, ditmaal zonder achtergrondkoortje en met toevoeging van een instrumentale begeleiding door de rock-'n-roll-groep The Fireballs.
Vijf van de zes originele demo’s, waaronder Crying, Waiting, Hoping, verschenen in 2009 op de uit drie cd’s bestaande compilatie Memorial Collection.

## Versie van The Beatles
Buddy Holly was populair bij de groepen die in het begin van de jaren zestig in Liverpool Merseybeat speelden, en ook bij hun fans. Crying, Waiting, Hoping behoorde tot het vaste repertoire van The Beatles. Ze speelden het nummer bij hun onsuccesvolle auditie bij Decca Records op 1 januari 1962. De bezetting was:
- George Harrison, zang en sologitaar
- John Lennon, achtergrondzang, slaggitaar
- Paul McCartney, achtergrondzang, basgitaar
- Pete Best, drums

Het nummer zoals ze dat tijdens hun auditie speelden, was jarenlang alleen als bootleg te krijgen. Pas in 2013 verschenen de tien nummers van de auditie die niet eerder op een legale plaat waren uitgegeven, met andere vroege opnamen op een legaal dubbelalbum, I Saw Her Standing There.
Een live-uitvoering van het nummer, opgenomen op 16 juli 1963 en uitgezonden op 6 augustus van hetzelfde jaar in het BBC-radioprogramma Pop Go the Beatles, is in 1994 uitgebracht op het verzamelalbum Live at the BBC. De bezetting was dezelfde, alleen was Pete Best inmiddels vervangen door Ringo Starr.
Bij beide versies valt op dat het instrumentale gedeelte een getrouwe kopie is van de gitaarsolo van studiomuzikant Don Arnone op de single van Buddy Holly.
In 1969 namen The Beatles het nummer opnieuw op voor het afgebroken Get Back/Let It Be-project.  Deze versie is nooit officieel uitgebracht; er circuleren wel bootlegs.

## Andere versies
- Op de cd Nat King Cole van Adam Green uit 2006 (ook als vinyl single verkrijgbaar) staat diens versie van Crying, Waiting, Hoping.
- The Head Cat nam Crying, Waiting, Hoping op voor zijn album Fool's Paradise uit 2006.
- Het nummer is de bijdrage van Chris Isaak aan het tributealbum Listen to Me: Buddy Holly uit 2011. Holly zou dat jaar 75 zijn geworden.
- Cat Power speelde het nummer live tijdens een sessie die was georganiseerd door het muziektijdschrift Rolling Stone.
- In de film La Bamba over het leven van Ritchie Valens uit 1987 speelt Marshall Crenshaw de rol van Buddy Holly. In die film zingt hij op 2 februari 1959, de dag voor zijn dood, Crying, Waiting, Hoping.